# 第62回英国アカデミー賞
第62回英国アカデミー賞（だい62かいえいこくアカデミーしょう）は、英国映画テレビ芸術アカデミーによって2008年の映画に贈られる賞である。2009年2月8日に発表された。

## 受賞・ノミネート一覧

### 主演男優賞
- ミッキー・ローク - 『レスラー』
  - フランク・ランジェラ - 『フロスト×ニクソン』
  - デーヴ・パテール - 『スラムドッグ$ミリオネア』
  - ショーン・ペン - 『ミルク』
  - ブラッド・ピット - 『ベンジャミン・バトン 数奇な人生』

### 主演女優賞
- ケイト・ウィンスレット - 『愛を読むひと』
  - アンジェリーナ・ジョリー - 『チェンジリング』
  - クリスティン・スコット・トーマス - 『ずっとあなたを愛してる』
  - メリル・ストリープ - 『ダウト〜あるカトリック学校で〜』
  - ケイト・ウィンスレット - 『レボリューショナリー・ロード/燃え尽きるまで』

### アニメ映画賞
- 『ウォーリー』
  - 『ペルセポリス』
  - 『戦場でワルツを』

### 撮影賞
- 『スラムドッグ$ミリオネア』 - アンソニー・ドッド・マントル
  - 『チェンジリング』 - トム・スターン
  - 『ベンジャミン・バトン 数奇な人生』 - クラウディオ・ミランダ
  - 『ダークナイト』 - ウォーリー・フィスター
  - 『愛を読むひと』 - クリス・メンゲス、ロジャー・ディーキンス

### 衣裳デザイン賞
- 『ある公爵夫人の生涯』 - マイケル・オコナー
  - 『チェンジリング』 - デボラ・ホッパー
  - 『ベンジャミン・バトン 数奇な人生』 - ジャクリーン・ウェスト
  - 『ダークナイト』 - リンディ・ヘミングス
  - 『レボリューショナリー・ロード/燃え尽きるまで』 - アルバート・ウォルスキー

### 監督賞
- ダニー・ボイル - 『スラムドッグ$ミリオネア』
  - クリント・イーストウッド - 『チェンジリング』
  - デヴィッド・フィンチャー - 『ベンジャミン・バトン 数奇な人生』
  - ロン・ハワード - 『フロスト×ニクソン』
  - スティーブン・ダルドリー - 『愛を読むひと』

### 編集賞
- 『スラムドッグ$ミリオネア』 - クリス・ディケンズ
  - 『チェンジリング』 - ジョエル・コックス、ゲイリー・ローチ
  - 『ベンジャミン・バトン 数奇な人生』 - カーク・バクスター、アンガス・ウォール
  - 『ダークナイト』 - リー・スミス
  - 『フロスト×ニクソン』 - ダニエル・P・ハンリー、マイク・ヒル
  - 『ヒットマンズ・レクイエム』 - ジョン・グレゴリー

### 作品賞
- 『スラムドッグ$ミリオネア』
  - 『ベンジャミン・バトン 数奇な人生』
  - 『フロスト×ニクソン』
  - 『ミルク』
  - 『愛を読むひと』

### 英国作品賞
- 『マン・オン・ワイヤー』
  - 『HUNGER/ハンガー』
  - 『ヒットマンズ・レクイエム』
  - 『マンマ・ミーア!』
  - 『スラムドッグ$ミリオネア』

### 非英語映画賞
- 『ずっとあなたを愛してる』 •  フランス
  - 『バーダー・マインホフ 理想の果てに』 •  ドイツ
  - 『ゴモラ』 •  イタリア
  - 『ペルセポリス』 •  フランス
  - 『戦場でワルツを』 •  イスラエル

### メイクアップ&ヘアー賞
- 『ベンジャミン・バトン 数奇な人生』 - ジーン・ブラック、コリーン・オキャラハン
  - 『ダークナイト』 - ピーター・ロブ＝キング
  - 『ある公爵夫人の生涯』 - ダニエル・フィリップス、ジャン・アーチボルド
  - 『フロスト×ニクソン』 - エドアルド・アンリケス、キム・サンタントニオ
  - 『ミルク』 - スティーヴン・E・アンダーソン、マイケル・ホワイト

### 作曲賞
- 『スラムドッグ$ミリオネア』 - A・R・ラフマーン
  - 『ベンジャミン・バトン 数奇な人生』 -アレクサンドル・デスプラ
  - 『ダークナイト』 -ジェームズ・ニュートン・ハワード、ハンス・ジマー
  - 『マンマ・ミーア!』 - ベニー・アンダーソン、ビョルン・ウルヴァース
  - 『ウォーリー』 -トーマス・ニューマン

### プロダクションデザイン賞
- 『ベンジャミン・バトン 数奇な人生』 - ドナルド・グラハム・バート、ヴィクター・J・ゾルフォ
  - 『チェンジリング』 - ジェームズ・J・ムラカミ、ゲイリー・フェティス
  - 『ダークナイト』 - ネイサン・クロウリー、ピーター・ランドー
  - 『レボリューショナリー・ロード/燃え尽きるまで』 - クリスティ・ズィー、デブラ・シャッツ
  - 『スラムドッグ$ミリオネア』 - マーク・ディグビー、ミシェル・デイ

### 脚色賞
- 『スラムドッグ$ミリオネア』 - サイモン・ボーファイ
  - 『ベンジャミン・バトン 数奇な人生』 - エリック・ロス
  - 『フロスト×ニクソン』 - ピーター・モーガン
  - 『愛を読むひと』 - デヴィッド・ヘアー
  - 『レボリューショナリー・ロード/燃え尽きるまで』 - ジャスティン・ヘイス

### オリジナル脚本賞
- 『ヒットマンズ・レクイエム』 - マーティン・マクドナー
  - 『バーン・アフター・リーディング』 - イーサン&ジョエル・コーエン
  - 『チェンジリング』 - J・マイケル・ストラジンスキー
  - 『ずっとあなたを愛してる』 - フィリップ・クローデル
  - 『ミルク』 - ダスティン・ランス・ブラック

### 音響賞
- 『スラムドッグ$ミリオネア』 - グレン・フリーマントル、レスル・プークティ（英語版）、リチャード・プライク（英語版）、トム・セイヤーズ、イアン・タップ（英語版）
  - 『チェンジリング』 - ウォルト・マーテイン、アラン・ロバート・マーレイ、ジョン・レイツ、グレッグ・ルドロフ
  - 『ダークナイト』 - ローラ・ハーシュバーグ（英語版）、リチャード・キング、エド・ノヴィック、ゲイリー・リッツオ
  - 『007 慰めの報酬』 - ジミー・ボイル、エディ・ジョセフ、クリス・ムンロ、マイク・プレストウッド・スミス、マーク・テイラー
  - 『ウォーリー』 - ベン・バート、トム・マイヤーズ（英語版）、マイケル・セマニック、マシュー・ウッド

### 助演男優賞
- ヒース・レジャー - 『ダークナイト』
  - ロバート・ダウニー・Jr - 『トロピック・サンダー/史上最低の作戦』
  - ブレンダン・グリーソン - 『ヒットマンズ・レクイエム』
  - フィリップ・シーモア・ホフマン - 『ダウト〜あるカトリック学校で〜』
  - ブラッド・ピット - 『バーン・アフター・リーディング』

### 助演女優賞
- ペネロペ・クルス - 『それでも恋するバルセロナ』
  - エイミー・アダムス - 『ダウト〜あるカトリック学校で〜』
  - フリーダ・ピントー - 『スラムドッグ$ミリオネア』
  - ティルダ・スウィントン - 『バーン・アフター・リーディング』
  - マリサ・トメイ - 『レスラー』

### 特殊視覚効果賞
- 『ベンジャミン・バトン 数奇な人生』 - エリック・バーバ、クレイグ・バロン、ネイサン・マクギネス、エドソン・ウィリアムズ
  - 『ダークナイト』 - クリス・コーボールド、ニック・デイヴィス、ティム・ウェバー、ポール・フランクリン
  - 『インディ・ジョーンズ/クリスタル・スカルの王国』 - パブロ・ヘルマン
  - 『アイアンマン』 - シェイン・パトリック・マハン、ジョン・ネルソン、ベン・スノウ
  - 『007 慰めの報酬』 - クリス・コーボールド、ケビン・トッド・ハウグ

### 短編アニメーション賞
- 『ウォレスとグルミット/ベーカリー街の悪夢』 - スティーヴ・ペグラム、ニック・パーク、ボブ・ベイカー
  - Codswallop - グレッグ・マクラウド、マイルズ・マクラウド
  - Varmints - Sue Goffe、Marc Craste

### 短編映画賞
- September - スチュワートル・マレシャル、エスター・メイ・キャンベル
  - Kingsland#1 The Dreamer - Kate Ogborn、Tony Grisoni
  - Love You More - エイドリアン・スタージェス、サム・テイラー・ウッド、Patrick Marber
  - Ralph - オリヴィエ・ケンペル、アレックス・ウィンクラー
  - Voyages D'Affaires (The Business Trip) - Celine Quideau、ショーン・エリス

### 新人賞
- スティーヴ・マックィーン - 『HUNGER/ハンガー』 （監督・脚本）
  - サイモン・チン - 『マン・オン・ワイヤー』（製作）
  - ジュディ・クレイマー - 『マンマ・ミーア!』（製作）
  - ガース・ジェニングス - 『リトル・ランボーズ』（脚本）
  - ロイ・ブリュター、ソロン・パパドプロス - Of Time and the City （製作）

### ライジング・スター賞
- ノエル・クラーク
  - マイケル・セラ
  - マイケル・ファスベンダー
  - レベッカ・ホール
  - トビー・ケベル